# انجمن بین‌المللی حقوق ورزش
انجمن بین‌المللی حقوق ورزش (IASL) یک انجمن خصوصی علمی با  اعضا از ملیت های مختلف است که در اولین کنگره  حقوق ورزش خودرا ، ۱۱ تا ۱۳ دسامبر ۱۹۹۲ در آتن و در المپیا یونان مستقر شده‌است.

## هدف
هدف انجمن بین‌المللی حقوق ورزش پرورش و توسعه علوم، تحقیق و آموزش قانون ورزش و نهاد بازی‌های المپیک است. مطالعات، جمع‌آوری حقوق بین‌المللی ورزش، برنامه‌نویسی و مشاوره در بخش قانونگذاری، اداری، سازمانی و عملی قانون ورزش و نهاد بازی‌های المپیک از اهداف انجمن است.

## اعضا
اعضای انجمن بین‌المللی حقوق ورزش ممکن است اشخاص حقیقی یا حقوقی باشند که به‌طور فعال در تحقیق، آموزش و کاربرد عملی قانون ورزش و همچنین نهاد بازی‌های المپیک شرکت می‌کنند.
از هر کسی که می‌خواهد عضو شود، خواسته می‌شود فرم درخواست را تکمیل کند. حق عضویت سالانه با توجه به طبقه‌بندی مربوط از فرم درخواست فوق به وضعیت عضو بستگی دارد. رئیس فعلی IASL دیمیتریوس پاناجیوتوپولوس (Assoc) است. IASL قبلاً بیش از پانزده کنگره را ترتیب داده‌است.

## انتشارات قانون ورزش
اعضای انجمن بین‌المللی حقوق ورزش کتاب‌های خود، مقاله و مطالعات بر اساس قانون ورزش را منتشر می‌کنند. مقالاتی در مورد روابط ورزشی (در سطح ملی و بین‌المللی) و سازمان‌های ورزشی (وضعیت حقوقی آنها و قانونی که بر عملکرد آنها حاکم است) نیز منتشر می‌شود.

## مجله پانتکتیس
مجله رسمی Pandektis در مورد بررسی حقوق بین‌الملل ورزشی" است که هر سال دو بار منتشر می‌شود. توسط کمیته تحریریه به ریاست دیمیتریوس پانجیوتیوپولوس اداره می‌شود. استاد، دانشگاه آتن. هدف اصلی مجله برقراری ارتباط و ارائه پیام علمی از قانون علوم ورزشی است. تاکنون هفت جلد آن منتشر شده‌است.
آخرین جلد شامل چندین مقاله در مورد موضوعات فعلی علم حقوق ورزش (به عنوان مثال مقاله ای در مورد قوانین آیین‌نامه جدید فیفا برای وضعیت و انتقال بازیکنان)، و همچنین مقالاتی در مورد موضوعات اساسی قانون ورزش (مانند به عنوان مقاله ای در مورد ماهیت نظم حقوقی بین‌المللی ورزشی Lex Sportiva و ارتباط آن با ملی‌ها). این مجله همچنین حاوی داوری‌های اخیر ECJ، دستورها و جوایز CAS و همچنین اعلامیه IASL است.